# Veronica Cartwright

Veronica Cartwright (2022)

Veronica Cartwright (* 20. April 1949 in Bristol, England) ist eine britische Schauspielerin.

## Leben
Cartwright debütierte als Kind im Kriegsdrama Hölle, wo ist dein Schrecken aus dem Jahr 1958. Im Drama Infam (1961) spielte sie an der Seite von Audrey Hepburn und Shirley MacLaine. In Alfred Hitchcocks Die Vögel spielte sie 1963 eine Nebenrolle als Rod Taylors kleine Schwester Cathy Brenner. Im Horrorfilm Die Körperfresser kommen (1978) spielte sie neben Donald Sutherland.
Im SF-Horrorfilm Alien – Das unheimliche Wesen aus einer fremden Welt (1979) spielte Cartwright die Rolle von Lambert, dem neben Ellen Ripley (Sigourney Weaver) zweiten weiblichen Besatzungsmitglied des Raumschiffes Nostromo. Für diese Rolle gewann sie im Jahr 1980 den Saturn Award und wurde 2004 für den DVD Exclusive Award nominiert. Für ihre Rolle in der Horrorkomödie Die Hexen von Eastwick (1987) wurde sie 1988 für den Saturn Award nominiert. In den Jahren 1998 und 1999 trat sie in einigen Folgen der Fernsehserie Akte X auf, wofür sie in beiden Jahren für den Emmy Award nominiert wurde. Im Jahr 2005 gewann sie für ihre Rolle in der Komödie Straight-Jacket (2004) den Glitter Award. Außerdem ist sie auf dem Cover der Single der Scissor Sisters von I don't feel like dancing zu sehen.
Cartwright war mit dem Regisseur Richard Compton bis zu dessen Tod im Jahr 2007 verheiratet. Aus der Beziehung ging ein Kind hervor. Cartwrights Schwester ist die Schauspielerin Angela Cartwright.

## Filmografie (Auswahl)
- 1958: Hölle, wo ist dein Schrecken (In Love and War)
- 1959: Abenteuer im wilden Westen (Zane Grey Theatre, Fernsehserie)
- 1961: Infam (The Children’s Hour)
- 1962: Sommer der Erwartung (Spencer’s Mountain)
- 1963: Die Vögel (The Birds)
- 1964: One Man’s Way
- 1964–1966: Daniel Boone (Fernsehserie, 37 Folgen)
- 1974: Nahaufnahmen (Inserts)
- 1978: Die Körperfresser kommen (Invasion of the Body Snatchers)
- 1978: Der Galgenstrick (Goin’ South)
- 1979: Alien – Das unheimliche Wesen aus einer fremden Welt (Alien)
- 1980: Das Guyana-Massaker (Guyana Tragedy: The Story of Jim Jones)
- 1983: Alpträume (Nightmares)
- 1983: Der Stoff, aus dem die Helden sind (The Right Stuff)
- 1985: Zwei dufte Kumpel (My Man Adam)
- 1986: Der Flug des Navigators (Flight of the Navigator)
- 1986: Wisdom – Dynamit und kühles Blut (Wisdom)
- 1987: Die Hexen von Eastwick (The Witches of Eastwick)
- 1988: Tanner ’88 (Miniserie)
- 1989: Mein wunderbarer Cadillac (Valentino Returns)
- 1990: Hitler’s Daughter
- 1991: Der perfekte Mord (Dead in the Water)
- 1992: Man Trouble – Auf den Hund gekommen (Man Trouble)
- 1995: Candyman 2 – Die Blutrache (Candyman: Farewell to the Flesh)
- 1997: Money Talks – Geld stinkt nicht (Money Talks)
- 1998–1999: Akte X – Die unheimlichen Fälle des FBI (The X-Files, Fernsehserie, 4 Folgen)
- 1999: Last Man on Planet Earth (The Last Man on Planet Earth)
- 2001: Scary Movie 2
- 2003: Voll verheiratet (Just Married)
- 2004: Kinsey – Die Wahrheit über Sex (Kinsey)
- 2004: Straight-Jacket
- 2005–2006: Invasion (Fernsehserie, 5 Folgen)
- 2006: CSI: Vegas (CSI: Crime Scene Investigation, Fernsehserie, Folge 6x21)
- 2007: Invasion (The Invasion)
- 2009: Eastwick (Fernsehserie, 11 Folgen)
- 2009: Ruf der Wildnis (Call of the Wild)
- 2012: Revenge (Fernsehserie, 2 Folgen)
- 2013: Grey’s Anatomy (Fernsehserie, Folgen 10x01–10x02)
- 2014: Resurrection (Fernsehserie, 5 Folgen)
- 2014: Warte, bis es dunkel wird (The Town That Dreaded Sundown)
- 2015: Bosch (Fernsehserie, 4 Folgen)
- 2015: CSI: Cyber (Fernsehserie, Episode 2x08)
- 2016: Criminal Minds (Fernsehserie, Episode 11x13)
- 2021: The Good Doctor (Fernsehserie, Episode 4x16)
- 2023: The Rookie (Fernsehserie, Episode 5x13)
- 2024: Undercover im Seniorenheim (A Man on the Inside, Fernsehserie, 5 Folgen)